# خيسوس غوميز
خيسوس غوميز (بالإسبانية: Jesús Gómez Santiago)‏ هو منافس ألعاب قوى إسباني، ولد في 24 أبريل 1991 في برغش في إسبانيا.

## وصلات خارجية
- خيسوس غوميز على موقع الاتحاد الدولي لألعاب القوى (الإنجليزية)
- خيسوس غوميز على موقع الاتحاد الأوروبي لألعاب القوى (الإنجليزية)
- خيسوس غوميز على موقع اللجنة الأولمبية الدولية (الإنجليزية)
- خيسوس غوميز على موقع أوليمبيديا (الإنجليزية)